# Алашайське сільське поселення
Алаша́йське сільське поселення (рос. Алашайское сельское поселение) — муніципальне утворення у складі Параньгинського району Марій Ел, Росія. Адміністративний центр — присілок Алашайка.

## Історія
Станом на 2002 рік існували Алашайська сільська рада (присілки Алашайка, Купай, Портчара) та Куянковська сільська рада (присілки Куянково, Тоштоял).

## Населення
Населення — 1240 осіб (2019, 1518 у 2010, 1714 у 2002).

## Склад
До складу поселення входять такі населені пункти:
| Населений пункт    | Населення, осіб (2002) | Населення, осіб (2010) |
| ------------------ | ---------------------- | ---------------------- |
| Алашайка, присілок | 986                    | 904                    |
| Купай, присілок    | 12                     | 7                      |
| Куянково, присілок | 556                    | 509                    |
| Портчара, присілок | 75                     | 44                     |
| Тоштоял, присілок  | 85                     | 54                     |